# Athlon 64

Athlon 64 reprezintă a opta generație, cu arhitectura AMD64 produsă de către compania AMD, care a fost lansată pe data 23 septembrie 2003. Este al treilea procesor care poartă numele de Athlon și este succesorul imediat al procesorului Athlon XP. Cel de-al doilea procesor (după Opteron) care implementează arhitectura AMD64 și primul procesor de 64 biți orientate spre consumatorii casnici. Această generație de procesoare a fost produsul primar de microprocesoare care concurează cu procesoarele Intel(r) Pentium(tm) 4 în special cu reviziile "Prescott" și "Cedar Mill". Procesorul AMD Athlon64 face parte din a opta generație de procesoare (arhitectura K8), destinat pentru sisteme desktop și sisteme mobile. În ciuda faptului ca acest procesor este nativ pe 64 de biți el este compatibil cu setul de instrucțiuni pe 32 de biți (arhitectura x-86). Athlon64 a fost produs pentru soclul 754, soclul 939, soclul 940 și soclul AM2.Cu puțin timp după aceasta a apărut și Newcastle cu jumătate din nivelul L2 cache. 
Toate procesoarele de 64 biți vândute de AMD sunt bazate pe arhitectura AMD K8.

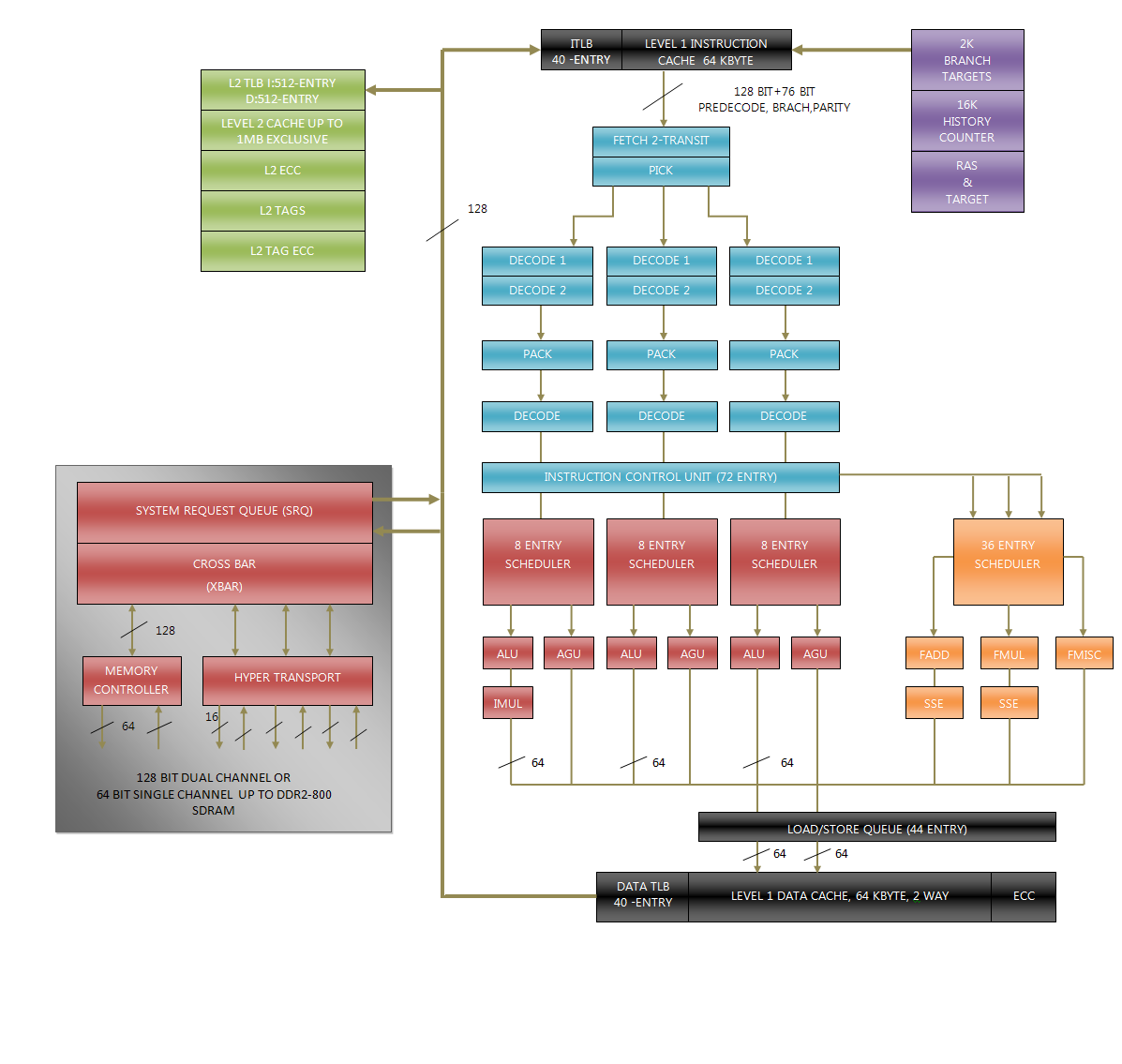
Arhitectura AMD K8